# Comisión Mixta de Relaciones con el Defensor del Pueblo
La Comisión Mixta de Relaciones con el Defensor del Pueblo es una comisión parlamentaria de las Cortes Generales integrada por miembros de ambas cámaras del poder legislativo español. Esta comisión tiene como objetivo ejercer el control parlamentario sobre la figura del Defensor del Pueblo, el alto comisionado de las Cortes que tiene como misión la defensa de los derechos constitucionales de todos los ciudadanos. Asimismo, es la encarga de realizar las nominaciones de los candidatos a Defensor del Pueblo.
Esta comisión es el resultado de una reforma legislativa del año 1992 que reformó la Ley del Defensor del Pueblo. Esta reforma, estaba dirigida a unificar la acción de control y las relaciones de manera conjunta entre el Parlamento y el Defensor, puesto que hasta entonces cada cámara legislativa poseía su propia comisión, y solo en determinadas ocasiones se reunían conjuntamente.

## Presidentes
IV y V Legislaturas
- Alfonso Lazo Díaz - Diputado
  - Primer mandato: 19 de mayo de 1992-13 de abril de 1993
  - Segundo mandato: 14 de octubre de 1993-9 de enero de 1996

VI Legislatura
- Rogelio Baón (10 de junio de 1996-18 de enero de 2000) - Diputado

VII Legislatura
- Rogelio Baón (24 de mayo de 2000-28 de septiembre de 2000) - Diputado
- José Luis Bermejo (8 de noviembre de 2000-20 de enero de 2004) - Diputado

VIII Legislatura
- Agustí Cerdà (27 de mayo de 2004-14 de enero de 2008) - Diputado

IX Legislatura
- Carmen Marón (3 de junio de 2008-27 de septiembre de 2011) - Diputada

X Legislatura
- Miguel Ángel Cortés Martín (8 de febrero de 2012-27 de octubre de 2015) - Diputado

XI y XII Legislaturas
- Joseba Andoni Agirretxea Urresti - Diputado
  - Primer mandato: 24 de febrero de 2016-3 de mayo de 2016
  - Segundo mandato: 16 de noviembre de 2016-5 de marzo de 2019

XIII Legislatura
- Carlota Santiago Camacho (30 de julio de 2019-24 de septiembre de 2019) - Senadora

XIV Legislatura
- Vicente Tirado (13 de febrero de 2020-30 de mayo de 2023) - Diputado

## Subcomisiones o ponencias
La Comisión Mixta de Relaciones con el Defensor del Pueblo nunca ha tenido subcomisiones o ponencias.

## Composición actual
De acuerdo con la Resolución de las Mesas del Congreso y del Senado de 26 de julio de 2019, las comisiones mixtas se componen de 37 miembros:
| Mesa de la Comisión | Mesa de la Comisión | Mesa de la Comisión                                                                 | Mesa de la Comisión                    | Mesa de la Comisión                   | Mesa de la Comisión                                                 | Mesa de la Comisión                   | Mesa de la Comisión         | Mesa de la Comisión       |
| Presidente | Presidente | Presidente                                                                          | Vicepresidente primero                 | Vicepresidente primero                | Vicepresidente segundo                                              | Vicepresidente segundo                | Secretario primero          | Secretario segundo        |
| --- | --- | ----------------------------------------------------------------------------------- | -------------------------------------- | ------------------------------------- | ------------------------------------------------------------------- | ------------------------------------- | --------------------------- | ------------------------- |
| Carlota Santiago Camacho (Cs) | Carlota Santiago Camacho (Cs) | Carlota Santiago Camacho (Cs)                                                       | Herminio Rufino Sancho Íñiguez (PSOE)  | Herminio Rufino Sancho Íñiguez (PSOE) | Juan José Cortés (PP)                                               | Juan José Cortés (PP)                 | Victoria Rosell (UP)        | Carmen Andrés Añón (PSOE) |
| Miembros de la Comisión | |                                                                                     |                                        |                                       |                                                                     |                                       |                             |                           |
| Grupo Socialista | Grupo Popular | Grupo Ciudadanos                                                                    | Grupo Unidas Podemos                   | Grupo VOX                             | Grupo ERC                                                           | Grupo PNV                             | Grupo Nacionalista (Senado) | Grupo Mixto               |
| - Mariano Sánchez Escobar - Marisa Bustinduy - María Jesús Calva Ruíz - María Fernández Álvarez - José Fernández Blanco - María Isabel Fernández Gutiérrez - Jesús González Marqués - Cristina López Zamora - María Dolores Narváez Bandera - Félix Ortega Fernández - Marina Ortega Otero - Donelia Roldán Martínez - Saturnina Santana Dumpiérrez - José Manuel Tofiño Pérez | - María del Carmen Leyte Coello - José Antonio Bermúdez de Castro - Beatriz Marta Escudero Berzal - Gerardo Martínez Martínez - Carlos Rojas García - Paloma Inés San Jerónimo - José Manuel Tortosa Ruíz | - María José Calderón Díaz - Juan Ignacio Lópèz-Bas Valero - Joaquín Moreno Latorre | - Roberto Uriarte - Miren Gorrotxategi | - Ignacio Gil Lázaro                  | - Montserrat Bassa Coll - María Carvalho Dantas - Josep Rufà Gràcia | - María Mercedes Garmendia Bereciartu | - Fernando Clavijo Batlle   | - José María Mazón        |
| Fuente: | |                                                                                     |                                        |                                       |                                                                     |                                       |                             |                           |